# Fornos de Algodres
Pour les articles homonymes, voir Algodres.
Fornos de Algodres est une municipalité (en portugais : concelho ou município) du Portugal, située dans le district de Guarda et la région Centre.

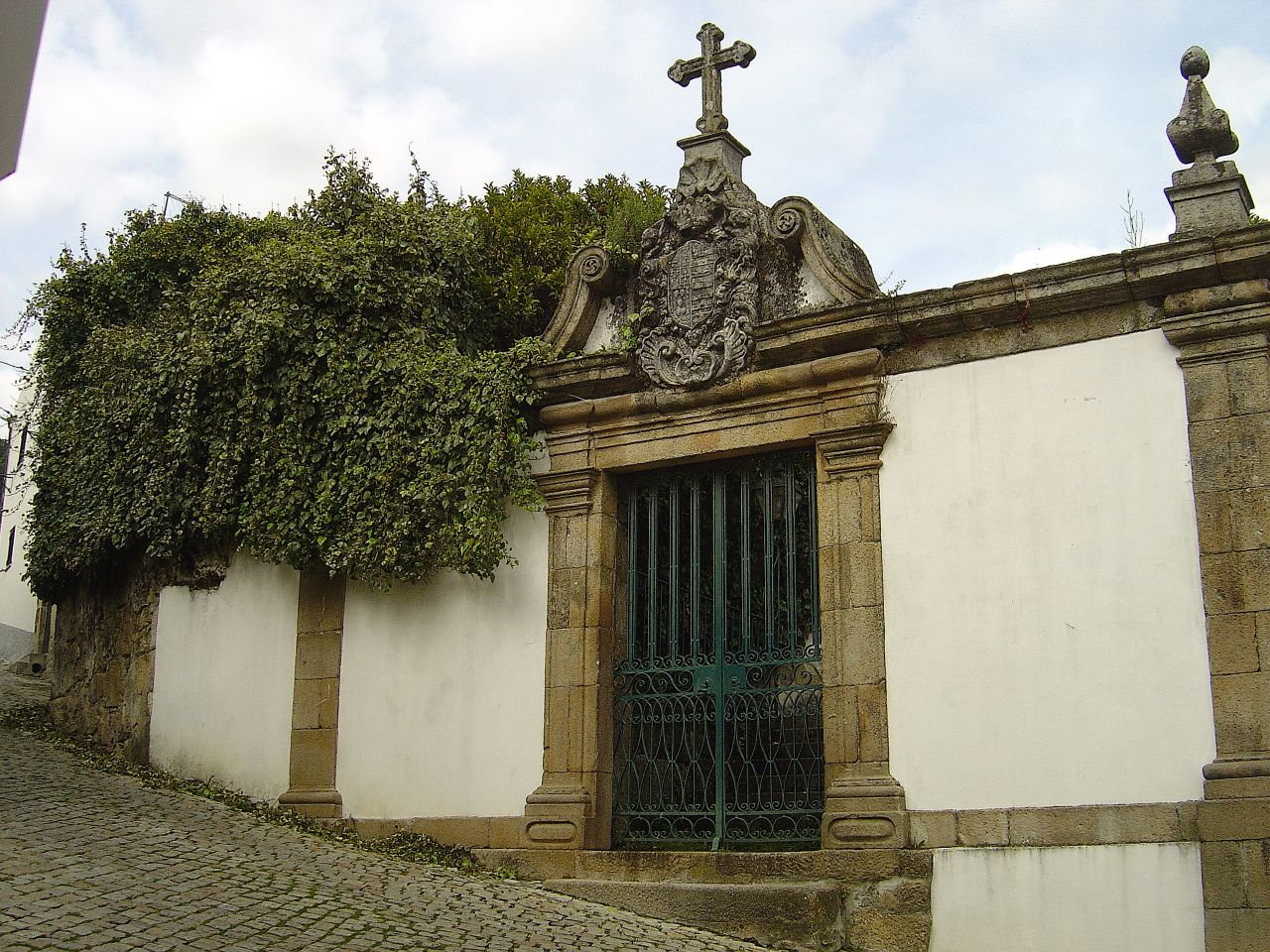
Maison de Fornos de Algodres.

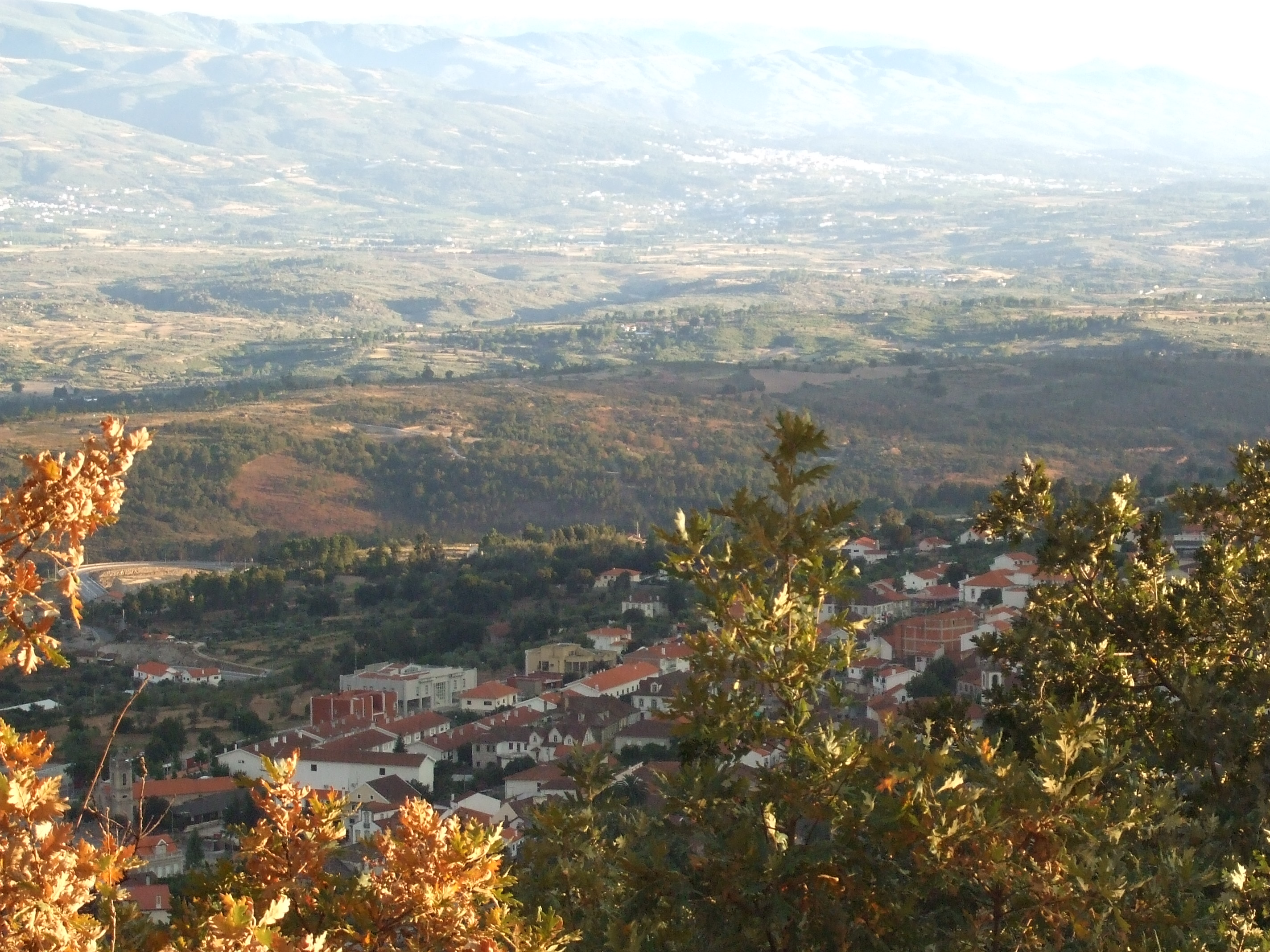
Fornos de Algodres vu d'Infias

## Géographie
Fornos de Algodres est limitrophe :
- au nord-est, de Trancoso,
- à l'est, de Celorico da Beira,
- au sud, de Gouveia,

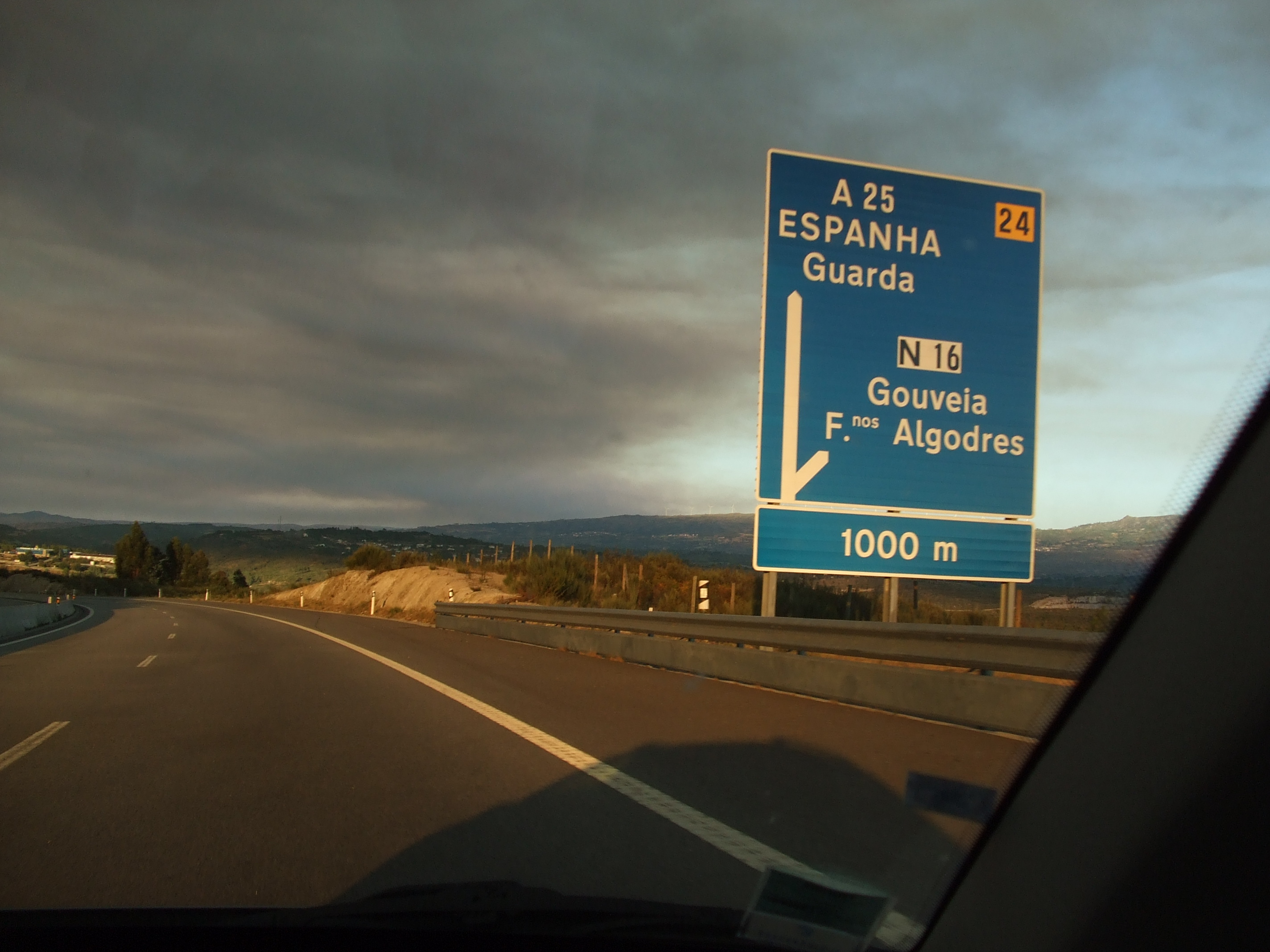
Sortie pour rejoindre Fornos de Algodres via l'A25 (ex-IP5)

- à l'ouest, de Mangualde et Penalva do Castelo,
- au nord-ouest, d'Aguiar da Beira.

## Histoire
Fornos de Algodres s'est vu octroyer sa première charte – foral, en portugais – en 1200, des mains du roi Sanche Ier.
De nouvelles chartes furent octroyées le 6 mars 1311, par le roi Denis de Portugal puis, le 20 mai 1514, par le roi Manuel Ier.

## Démographie
| 1801 | 1849  | 1900   | 1930  | 1960  | 1981  | 1991  | 2001  | 2004  |
| ---- | ----- | ------ | ----- | ----- | ----- | ----- | ----- | ----- |
| 912  | 5 962 | 10 147 | 9 730 | 9 035 | 6 594 | 6 270 | 5 629 | 5 434 |

| 2011  | - | - | - | - | - | - | - | - |
| ----- | - | - | - | - | - | - | - | - |
| 4 989 | - | - | - | - | - | - | - | - |

## Culture
- Centre d'interprétation historique et archéologique de Fornos de Algodres (CIHAFA, en portugais : Centro de Interpretação Histórica e Arqueológica de Fornos de Algodres), inauguré le 1er novembre 2002 en présence de Jorge Sampaio, président de la République. Ce centre inclut notamment un musée, une bibliothèque et un auditorium.
- La nécropole médiévale de Forcadas

## Célébrités
- António Bernardo da Costa Cabral (1803-1889), 1er comte et 1er marquis de Omar, homme politique portugais de premier plan, né dans la paroisse d'Algodres ;
- António Menano (1895-1969), chanteur de fado, né dans la paroisse de Fornos de Algodres.
- Daniel Candeias (1988-), Footballeur, né à Fornos de Algodres et évoluant au SL Benfica.

## Subdivisions
La municipalité de Fornos de Algodres groupe 16 paroisses (freguesia, en portugais) :
- Algodres
- Casal Vasco
- Cortiçô
- Figueiró da Granja
- Fornos de Algodres
- Fuinhas
- Infias
- Juncais
- Maceira
- Matança
- Muxagata
- Queiriz
- Sobral Pichorro
- Vila Chã
- Vila Ruiva
- Vila Soeiro do Chão